# Blaine Sexton
Blaine Nathaniel Sexton (Kanada, Új-Skócia, Windsor, 1892. május 3. – Egyesült Királyság, London, 1966. április 29.) kanadai-brit olimpiai bronzérmes jégkorongozó.

## Életpályája
Szolgált az első világháborúban, a kanadai seregben. 1922-ben Londonba költözött és megalapította a London Lions nevű jégkorongcsapatot. Először az 1924. évi téli olimpiai játékokon vett részt a brit férfi jégkorong-válogatottban. A tornán a csapat bronzérmes lett. Ő mesterhármast ütött a belgák ellen. Utoljára olimpián az 1928. évi téli olimpiai játékokon vett részt a jégkorongtornán. Ekkor a brit csapat 4. lett. Ő nem szerzett gólt. Játszott az 1926-os jégkorong-Európa-bajnokságon és az 1930-as jégkorong-világbajnokságon.